# Площадь Пушкина (Иваново)
Пло́щадь Пу́шкина — площадь в центре города Иваново, названная в честь великого русского поэта Александра Сергеевича Пушкина.
Рядом с площадью Пушкина находятся: с одной стороны — бульвар Кокуй, с другой — проспект Ленина. Рядом с площадью протекает река Уводь.

## История
До 1930-х годов на месте площади Пушкина располагалось местечко Пески.
Застройка площади началась в 1931 году, когда на месте снесённых Покровского и Троицкого соборов на склоне холма появилась надпись, выложенная камнем: «На месте очагов классового рабства построим дворец социалистической культуры». Через десять лет на этом месте возник огромный, похожий на мавзолей, Дворец искусств.
В 1937 году, в честь столетия со дня смерти А. С. Пушкина, местечко Пески переименовали в площадь Пушкина.
В 1959 году с площади Пушкина убрали памятник Сталину.
В начале XX века площадь Пушкина — одно из основных мест в городе, где проводятся конкурсы, концерты и массовые гуляния (наряду с другими центральными улицами). У фонтана каждый вечер собирается молодёжь. В народе это место называется «Пушка».
В 2010 году в районе площади проводились работы по благоустройству набережной реки Уводь.

## Архитектура
На площади Пушкина расположены:
- Храм Святой Троицы
- Дворец искусств
- Фонтан
- Троллейбусное кольцо (5 и 10 маршруты)
- Развлекательный центр «Колизей» (бывший Дом работников просвещения)
- Ресторан быстрого питания «Вернисаж»

В июле 2007 года установлена стела, посвященная Международному кинофестивалю имени Андрея Тарковского «Зеркало». После проведения фестиваля она была демонтирована, но в преддверии очередного фестиваля была установлена вновь.

## Галерея

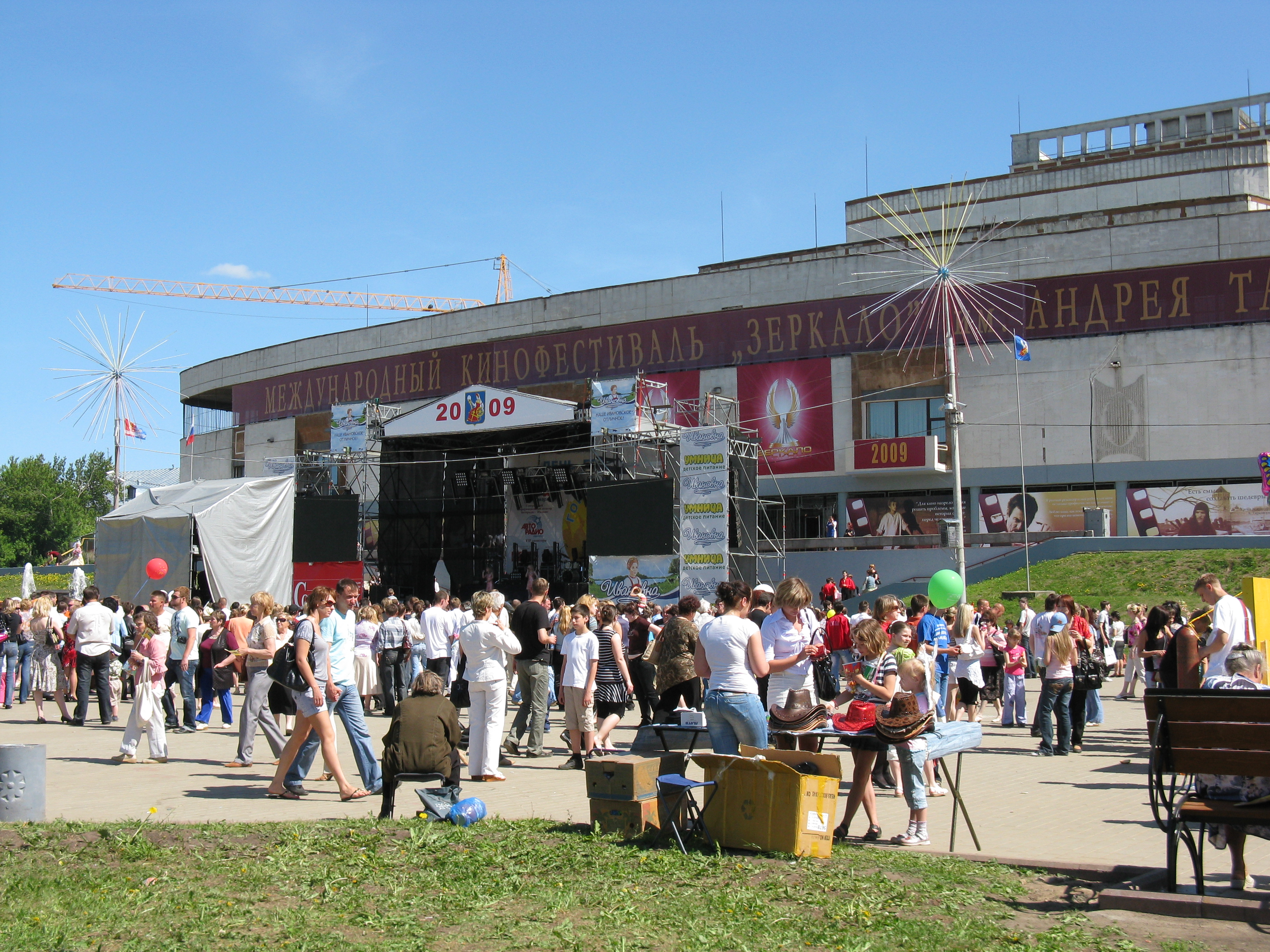
Массовые гулянья в День города.
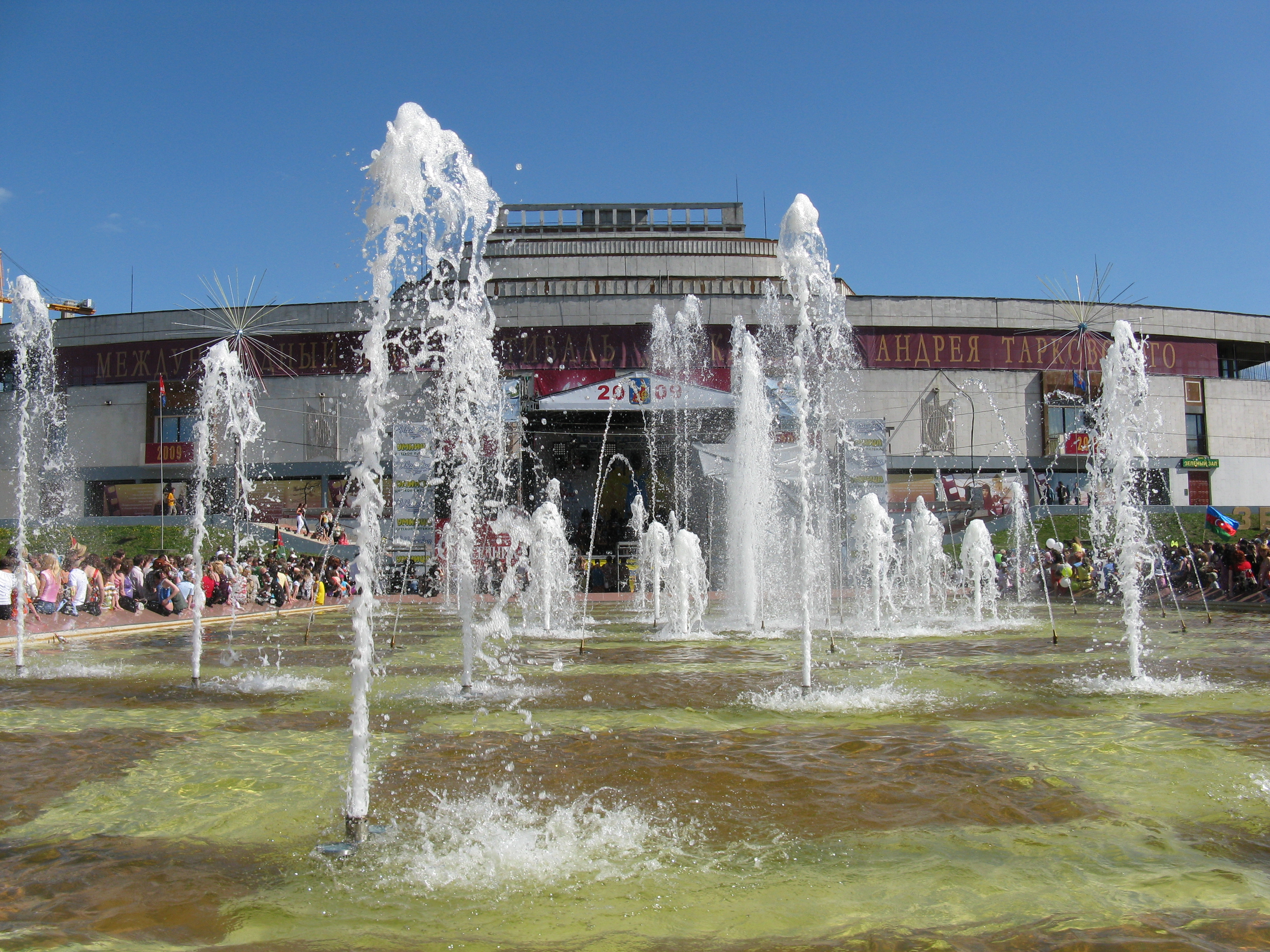
Фонтан перед Дворцом искусств.
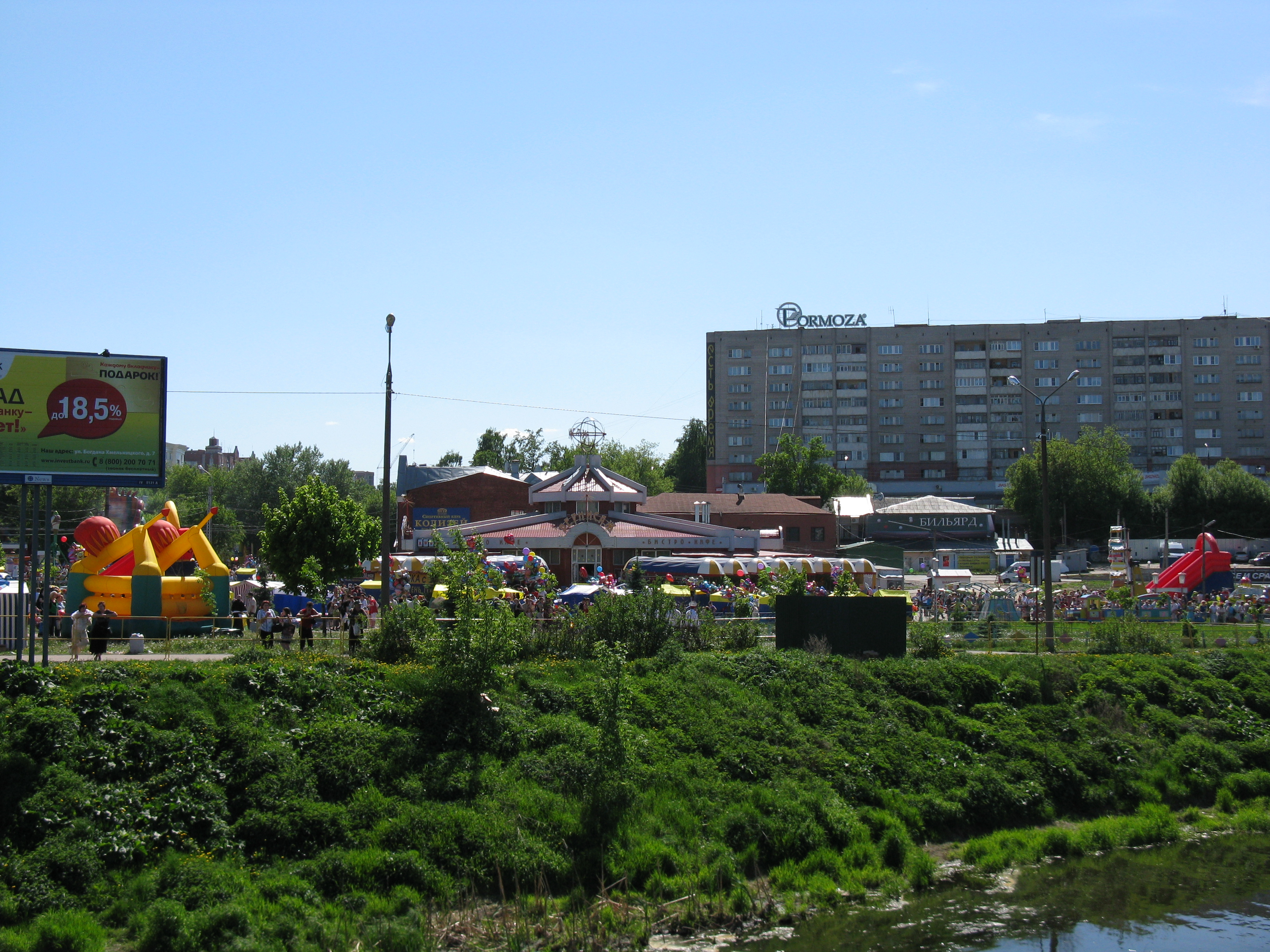
Вид на низинную часть площади с Театрального моста.
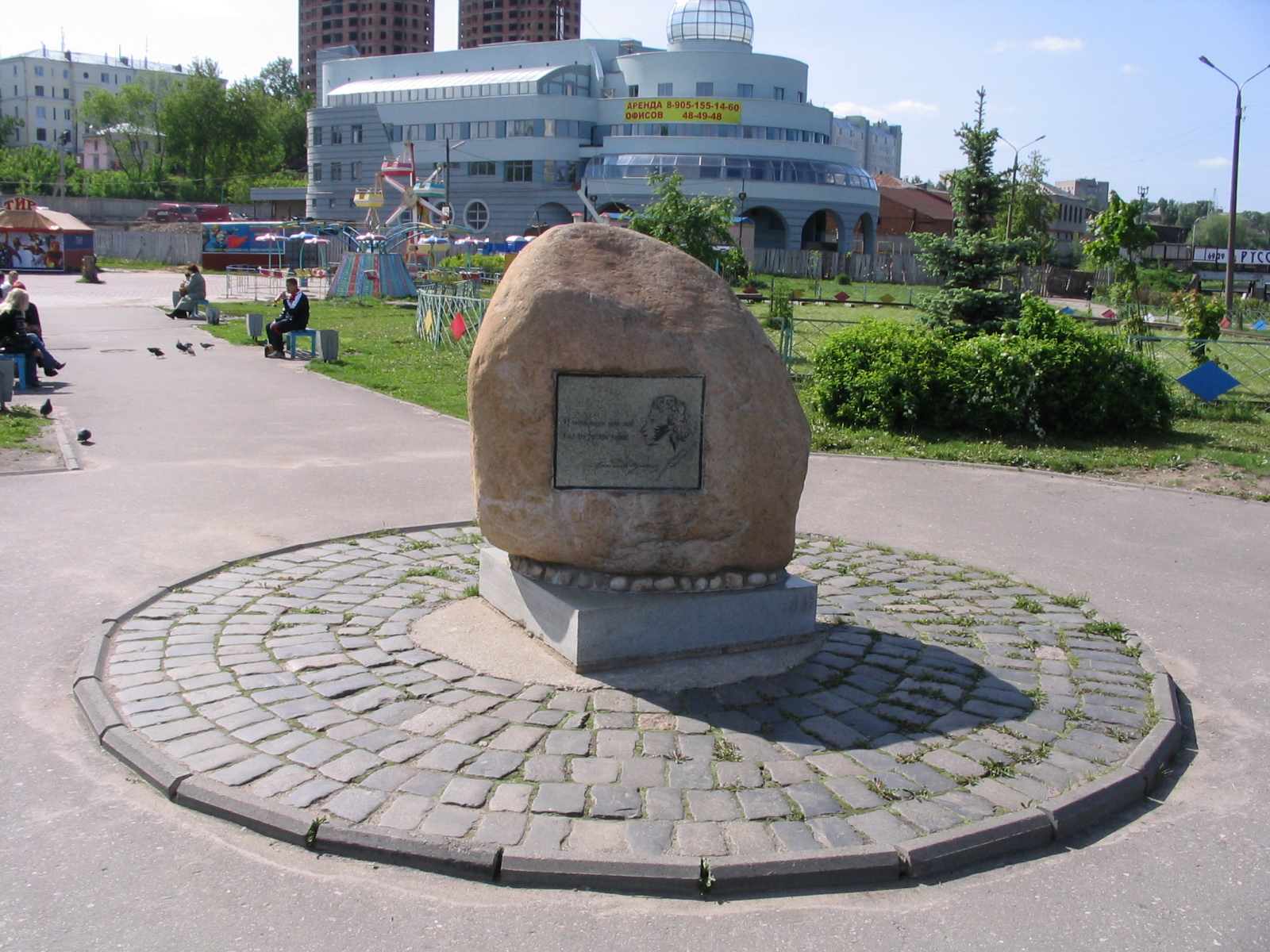
Мемориальный камень посвященный А.С. Пушкину
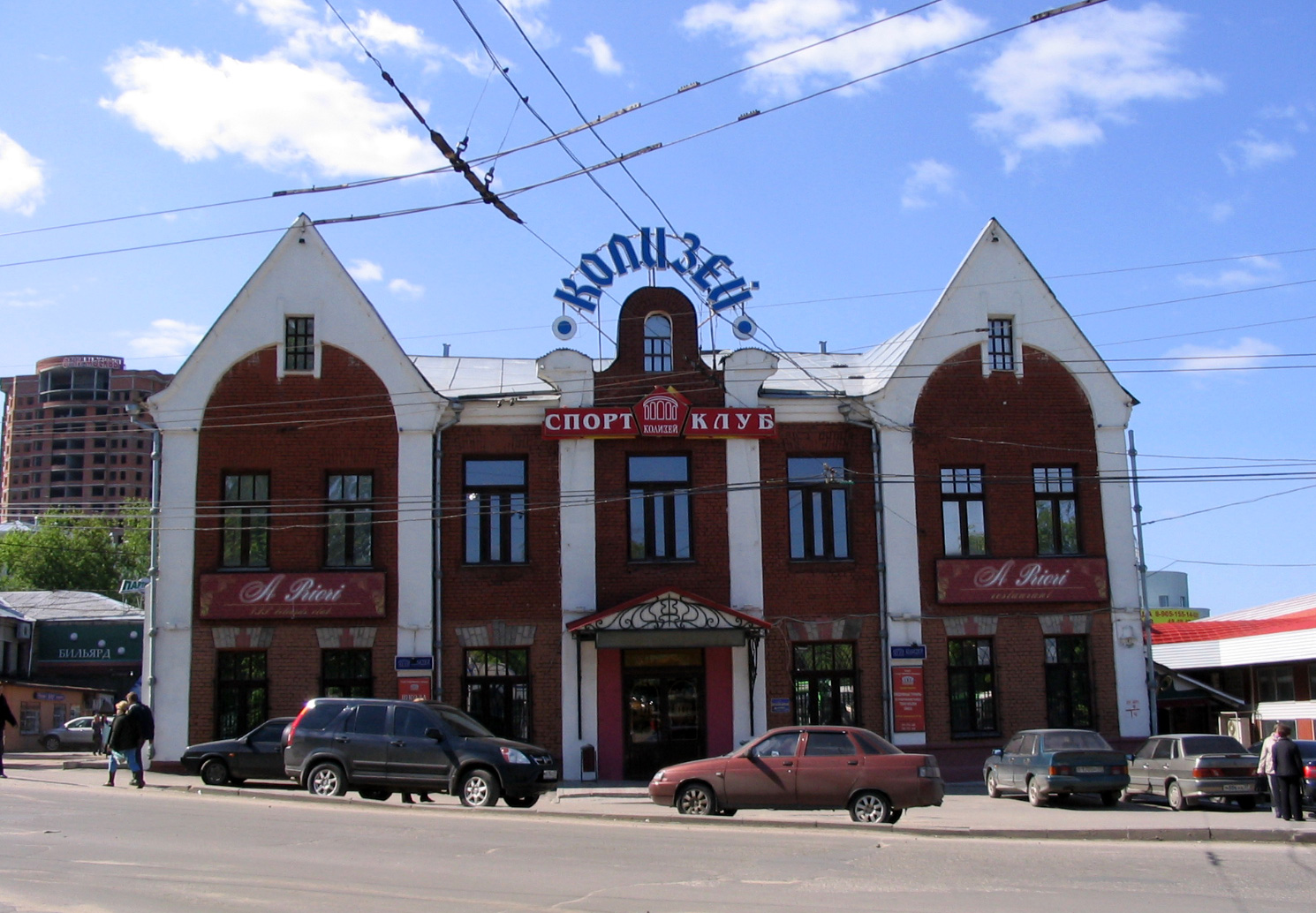
Развлекательный центр «Колизей» (бывший Дом работников просвещения)
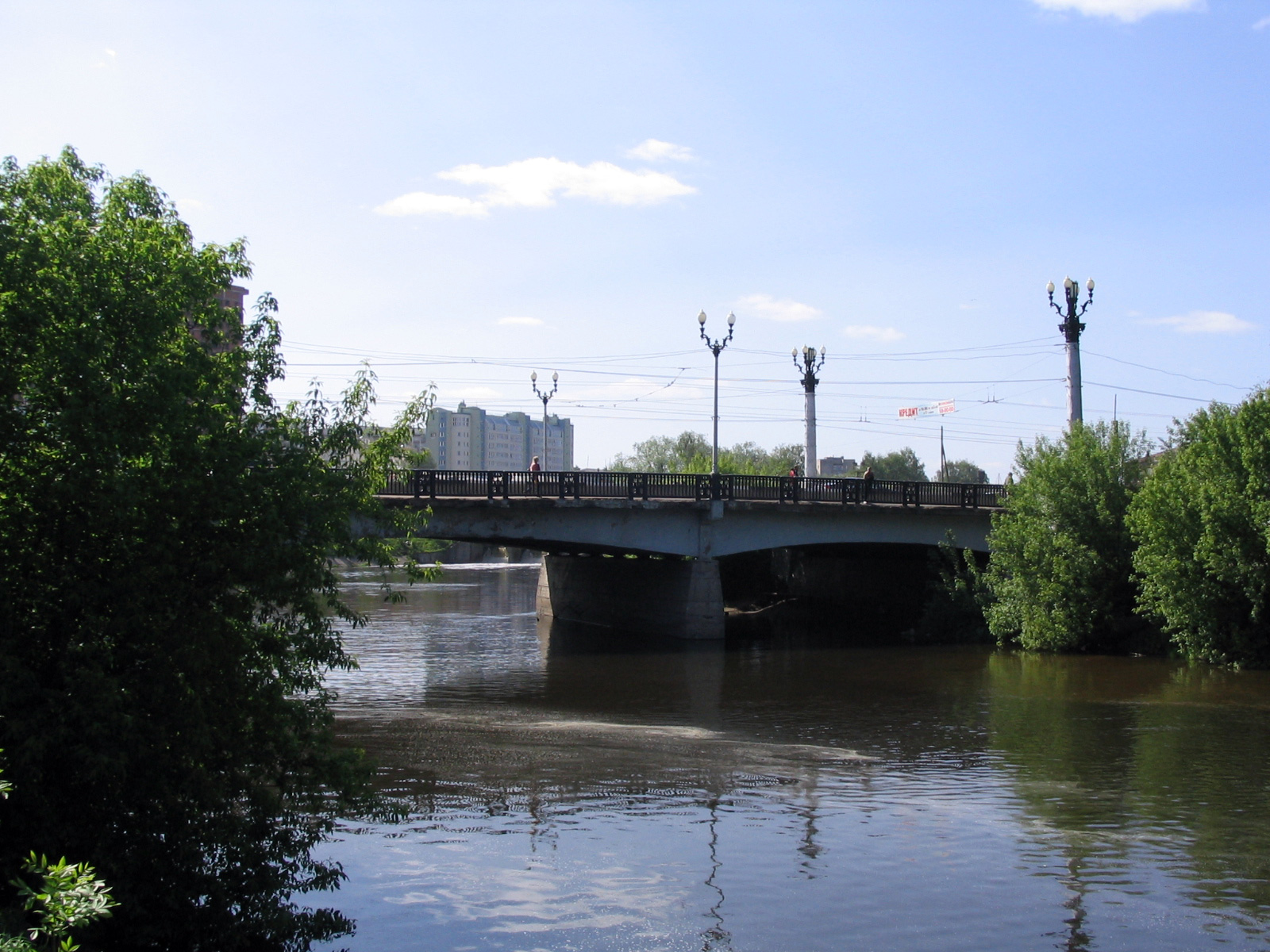
Театральный мост
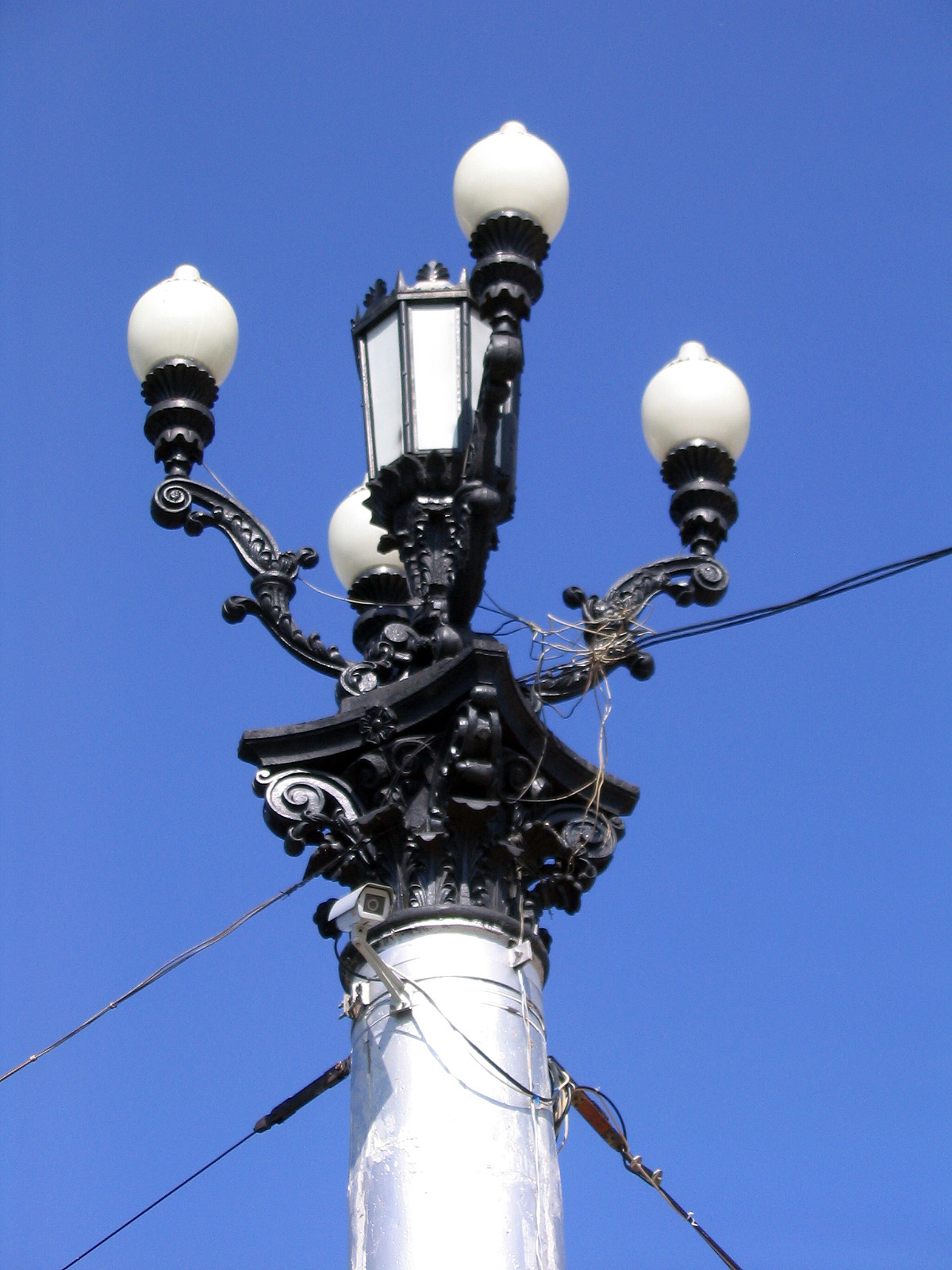
Фонарь на Театральном мосту
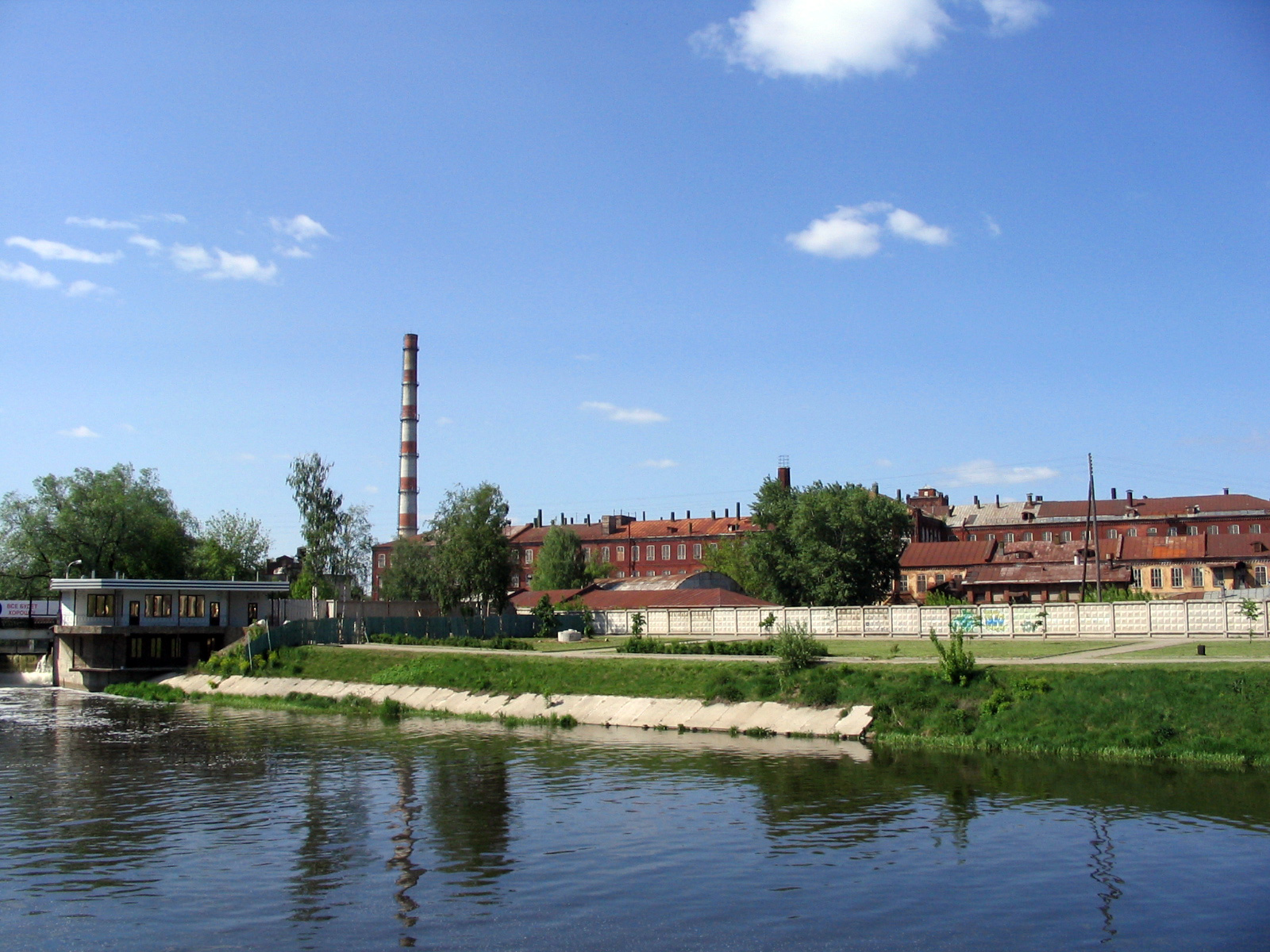
Набережная реки Уводи, здания фабрики Большой ивановской мануфактуры (БИМ)
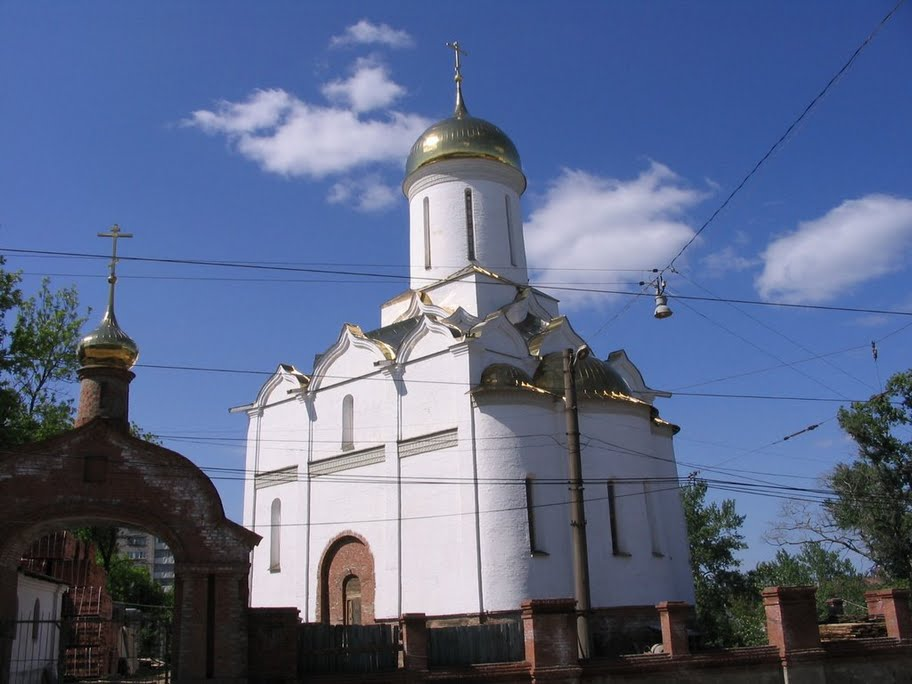
Храм Святой Троицы